# Oswald Zappelli
Oswald Zappelli (* 27. Oktober 1913 in Lausanne; † 3. April 1968 ebenda) war ein Schweizer Fechter.
Zappelli war von Beruf Architekt. Als Captain der Schweizer Degenmannschaft gewann er während seiner sportlich aktiven Zeit drei Medaillen bei Olympischen Spielen. 1948 errang er bei den Spielen in London eine Silbermedaille im Einzelwettbewerb. Vier Jahre später bei den Spielen in Helsinki gewann er sowohl im Einzelwettbewerb wie auch mit der Schweizer Mannschaft eine Bronzemedaille.